# Port autonome de Douala
Pour les articles homonymes, voir Pad.

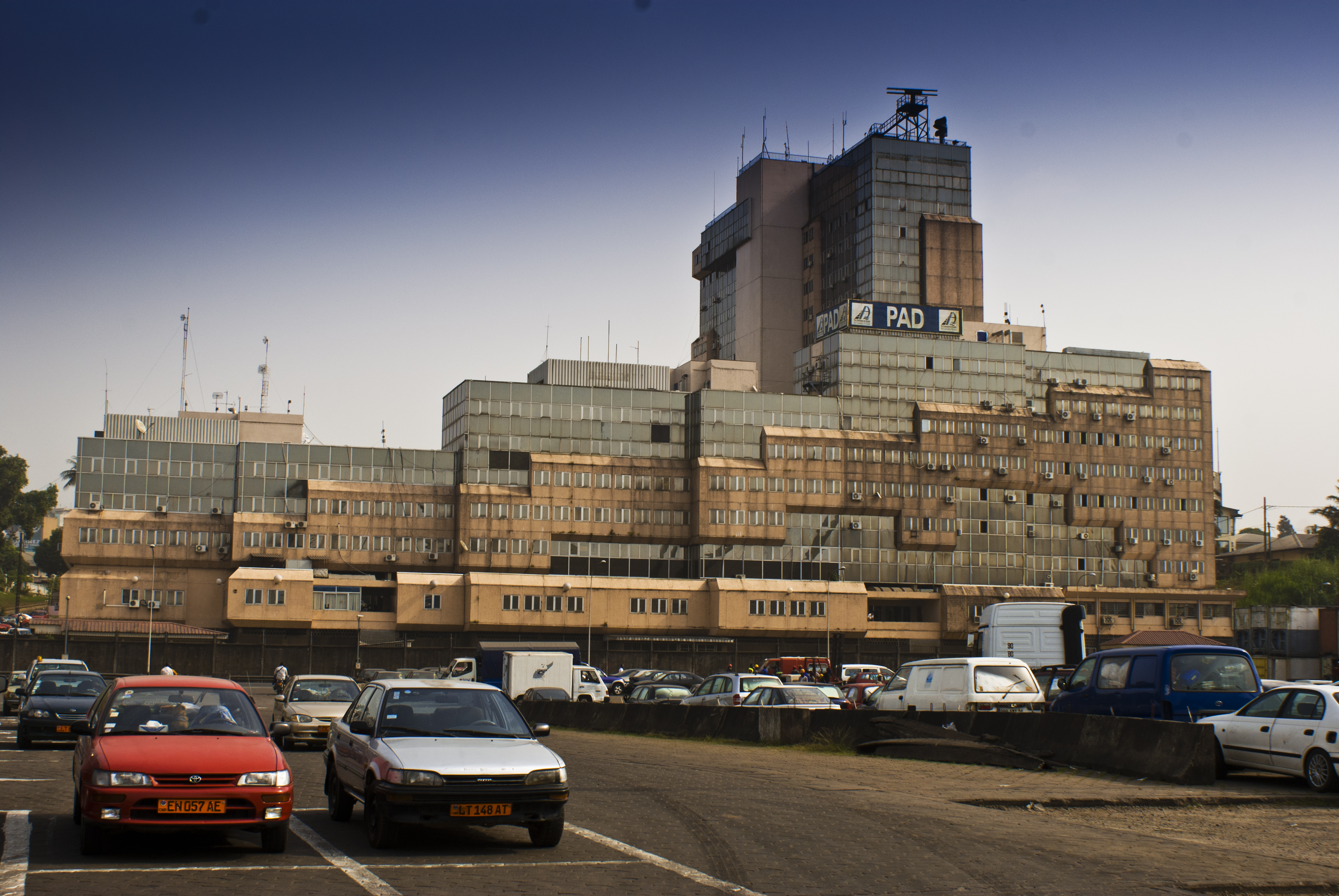
Port autonome de Douala du wouri

Le Port autonome de Douala (PAD) est une entreprise de l'État camerounais propriétaire du port de Douala.

## Généralités
Il assure 95 % du trafic portuaire national camerounais et est le premier port de la CEMAC. Il permet également de desservir les États enclavés du Tchad et de République centrafricaine, grâce à des accords particuliers,. À ce titre, les exportations et les importations en provenance ou à destination de ces pays bénéficient de tarifs préférentiels.
Le port est dirigé par le Port Autonome de Douala (PAD), une entreprise étatique à capitaux publics. Il joue le rôle de propriétaire et de gestionnaire. Il détient la fonction de gestion des activités du contrôle conteneurs c'est-à-dire l'accueil et l’accompagnement des navires ainsi que les actions pour  le développement du port autonome de douala.
En 2003, l'activité conteneur s'établissait à 1,2 million de tonnes, soit 137.624 TEU équivalent 20 pieds, pour un taux de conteneurisation de 50 %. Au premier trimestre de l’année 2007, le port autonome a exporté 520.589 tonnes, réparti comme suit : 
- bois débités : 30 %
- bois en grumes : 26 %
- banane : 12 %
- cacao : 8 %
- ferraille : 6 %
- coton : 5 %
- aluminium : 3 %
- café : 2 %
- caoutchouc : 2 %
- autres : 6 %

Au total, le Cameroun a exporté 520 589 tonnes. Ce qui représente un taux de croissance de 3 % au glissement annuel. Très faible, car les exportations représentent seulement 41 % sur la balance des échanges. 
À la suite d'une série de privatisations en 2003 et 2004, le terminal à conteneurs (DIT) est exploité par des opérateurs privés réunis en consortium, notamment Bolloré et Maersk. Les activités de remorquage, de lamanage ainsi que l’exploitation de l’usine à glace ont également été privatisés.

## Histoire
Les premiers aménagements auraient été entrepris en 1881 par la firme allemande Woermann-Linie à la suite d'un accord avec les rois Douala,. Il faut signaler que jusque-là les compagnies européennes commerçaient à partir des bateaux-pontons amarrés au milieu du fleuve.
Au départ, le port est en fait un simple terre-plein construit au niveau du village Akwa. La construction d'un véritable quai en béton sera entrepris à la fin du XIXe siècle par les Allemands sous l'autorité du gouverneur Jesko von Puttkamer. Les Allemands entendaient faire de ce port l'un des plus modernes de la côte occidentale de l'Afrique car ils jugeaient que l'absence de barre lui donnait un atout déterminant. C'est dans la zone portuaire que vont naître les premières industries du pays.
Lors de l'indépendance du Cameroun, le port est transféré à l'office national des ports du Cameroun (ONPC). Le port autonome de Douala, sous sa forme juridique actuelle, est né en 1999, de la loi n° 98/021 du 24 décembre 1998, qui porte organisation du domaine portuaire,.  
Le PAD est issu de la scission de l'office national des ports du Cameroun (ONPC) en plusieurs entités, les ports autonomes d'une part, qui exploitent les ports camerounais, et l’autorité portuaire nationale (ANP) d'autre part, qui contrôle les ports autonomes.
Le 29 mars 2023 est inauguré un quai polyvalent au Terminal à bois. Il a été financé par le Port autonome de Douala (PAD) sur fonds propres, pour un montant d’un peu plus de 10 milliards de Fcfa.
Depuis 2017, le Port autonome de Douala (PAD)  s’est inscrit dans la confrontation des grandes places portuaires du golfe de Guinée pour la captation des trafics des pays enclavés et des activités de transbordement.
En octobre 2021, le port lance un prologiciel de gestion portuaire.
En décembre 2022, le Français Negri s’engage à investir 47 milliards de FCFA pour agrandir le terminal à conteneurs.
En juin 2024, Le Port autonome de Douala signe un accord avec le CARPA pour attirer les investissements et moderniser ses installations.

## Caractéristiques
Les principales caractéristiques du port de Douala sont les suivantes :
- Capacité annuelle de trafic de 15 millions de tonnes ;
- 26 quais d’accostage sur 5,5 km de long ;
- superficie 400 ha ;
- 7 terminaux spécialisés ;
- 15 entrepôts ;
- 65 ha de terre-pleins ;
- 25 km de voies ferrées ;
- 20 km de routes bitumées.

En 2003, les délais de sortie de l'enceinte du port étaient en moyenne de 14 jours.

### Direction de l'entreprise
- 2016 à présent, Cyrus Ngo'o, Directeur Général du Port Autonome de Douala[17].
- 2012 à 2016, Etoundi Oyono
- 2008 à 2012, Dayas Mounoume
- 2005 à 2008, Etoundi Oyono
- 1998 à 2005, Siyam Siewé
- 1993 à 1998, Tchouta Moussa[17],
- 1985 à 1993, Siegfried Roussel Dibong, Directeur Général[18],[19].
- 1971 à 1985, Simon Ngann Yonn, Directeur général[20].
- 1960 à 1970, Daniel Diboussi Akwa, Directeur général[21].
- 1959 à 1960, François Gouiffe à Dooh, Directeur général[22].

## Édifices, bâtiments et installations

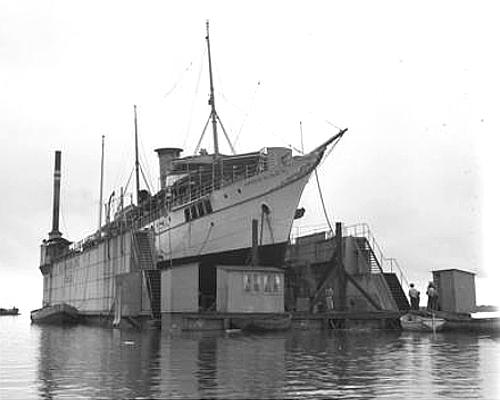
Port de Douala en 1904
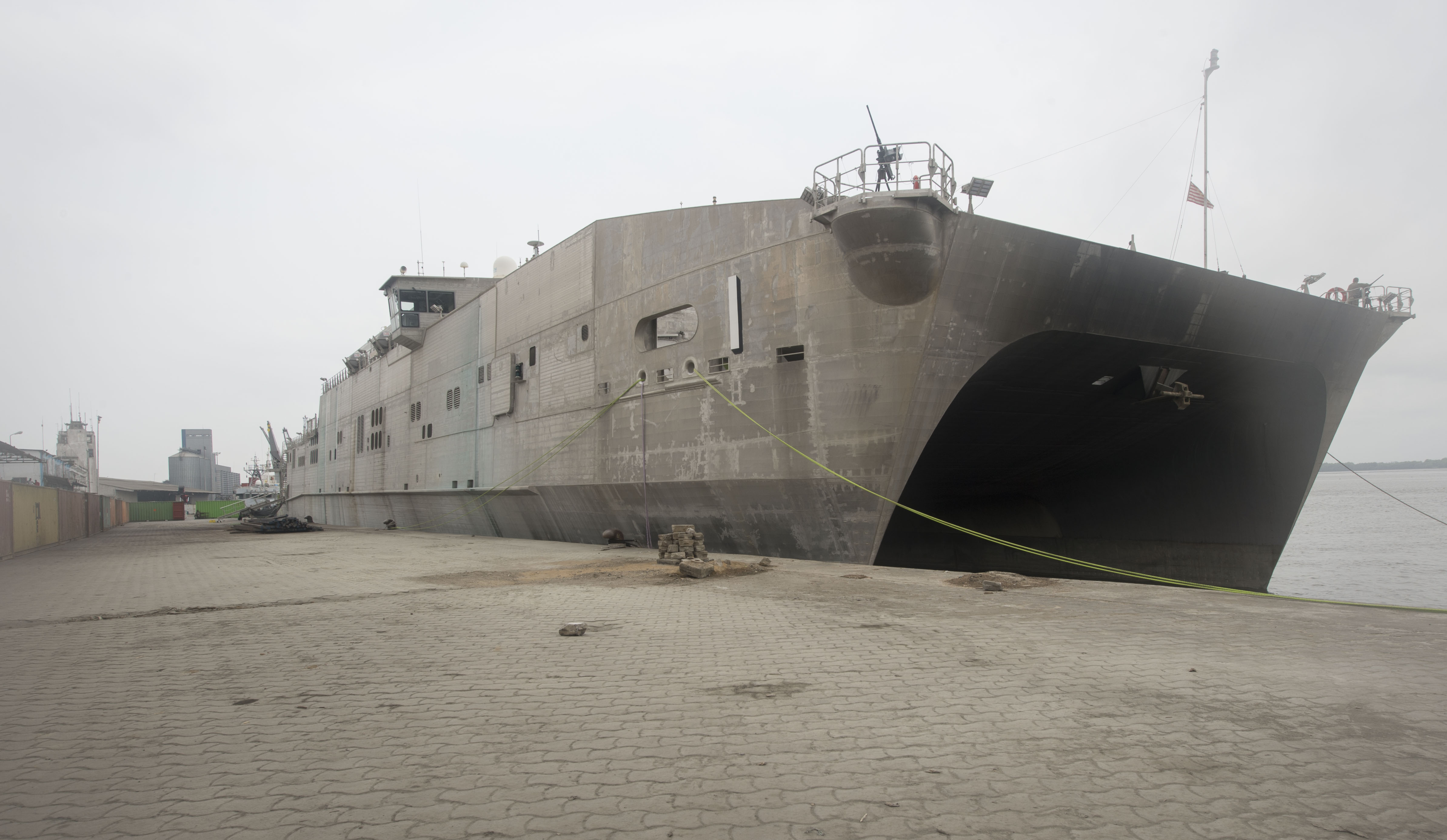
Port de Douala en 2016
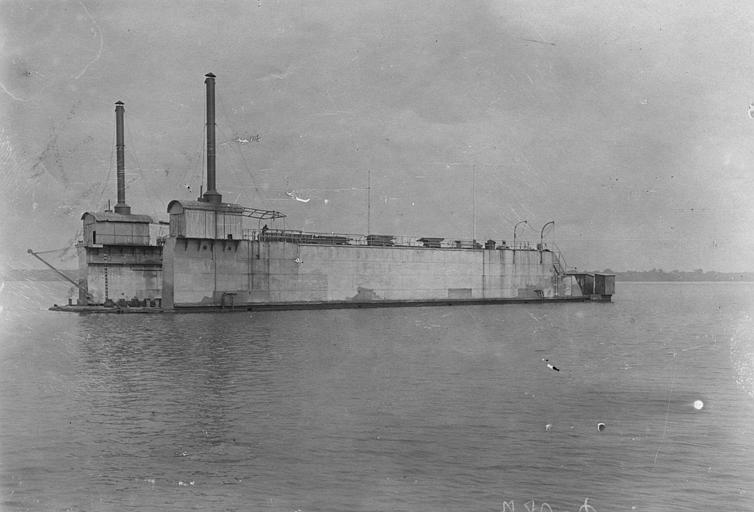
Port de Douala en 1916
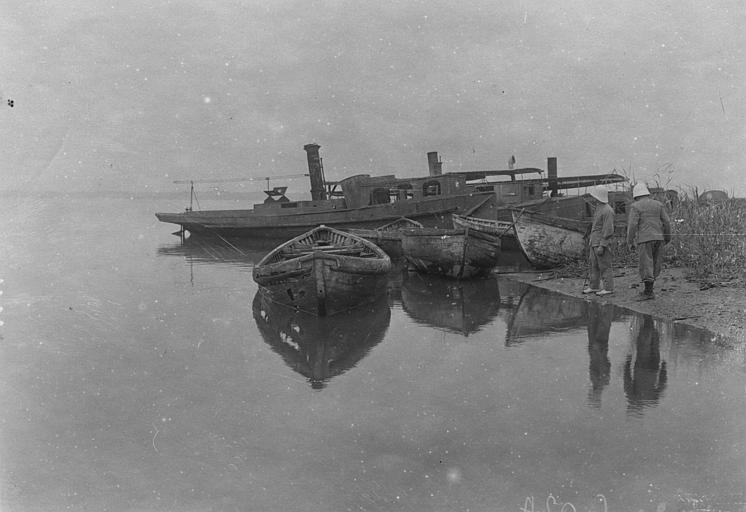
Port de Douala en 1916
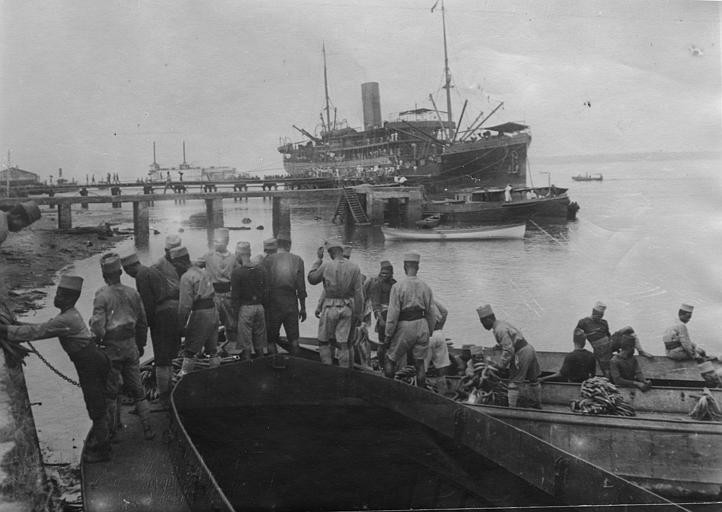
Port de Douala en 1917
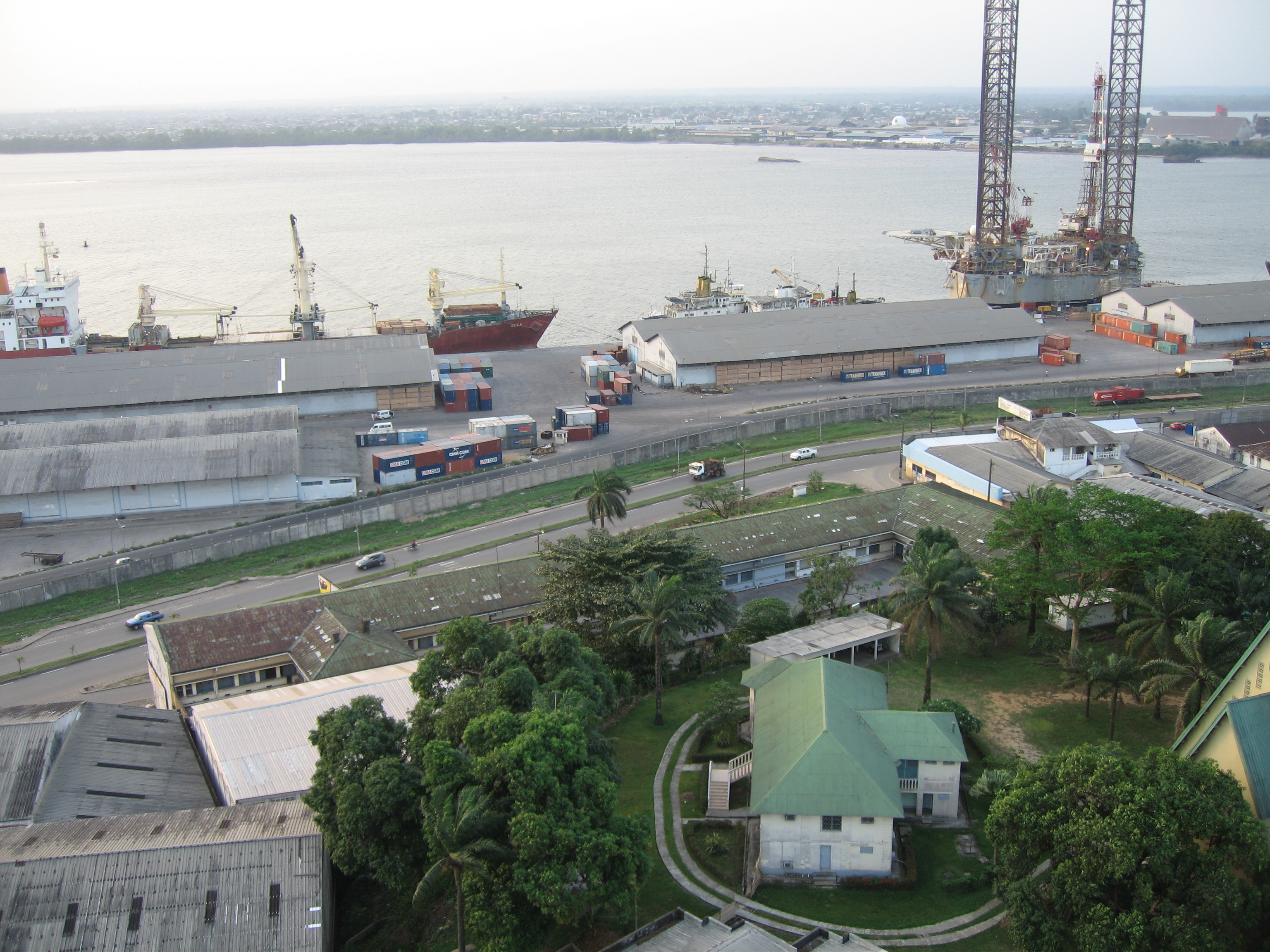
Port de Douala en 2007
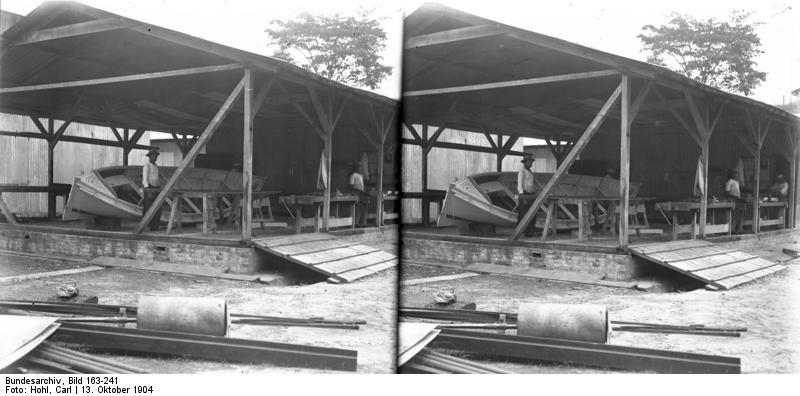
Handar du port de Douala en 1904
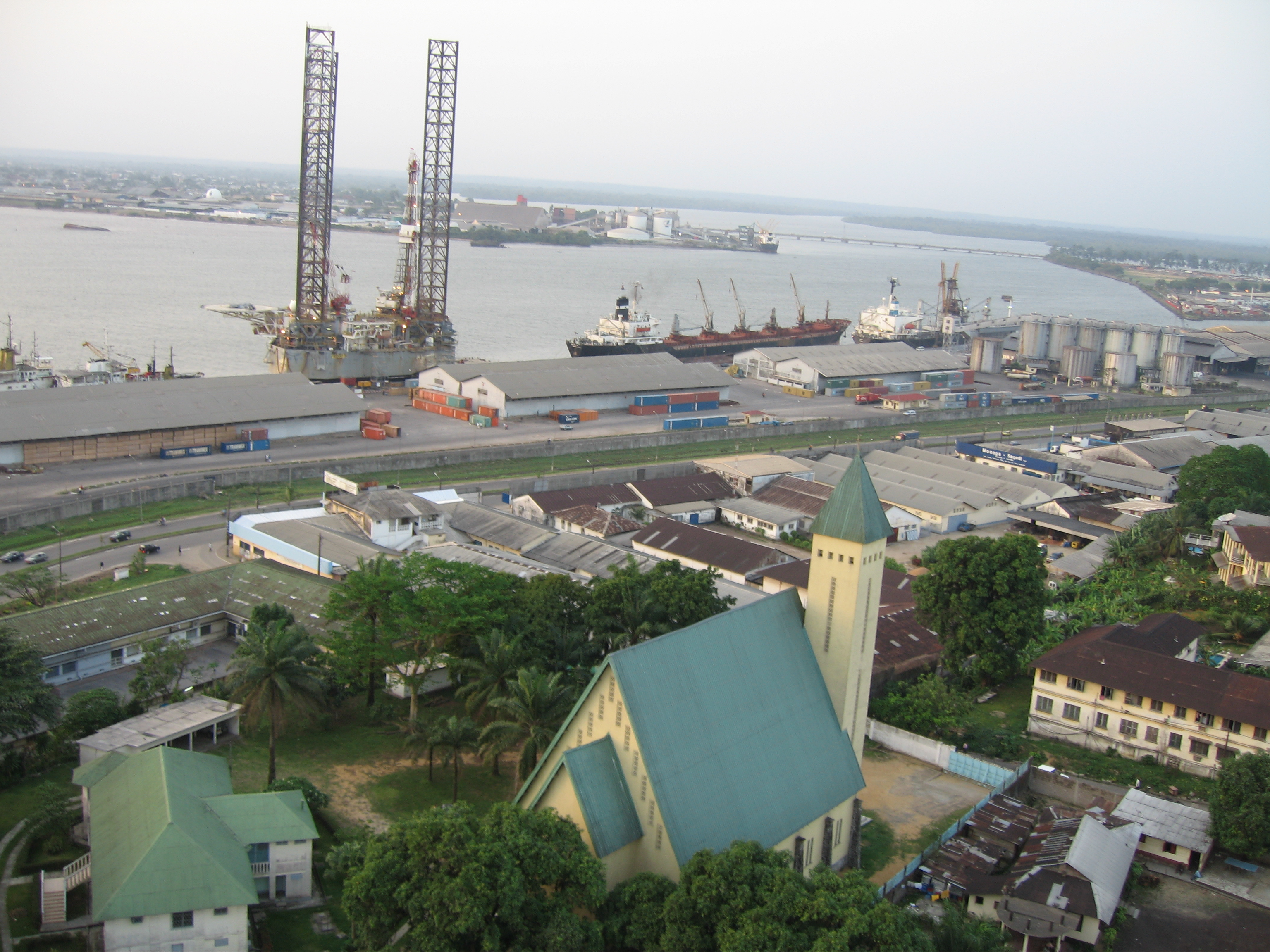
Port en 2007
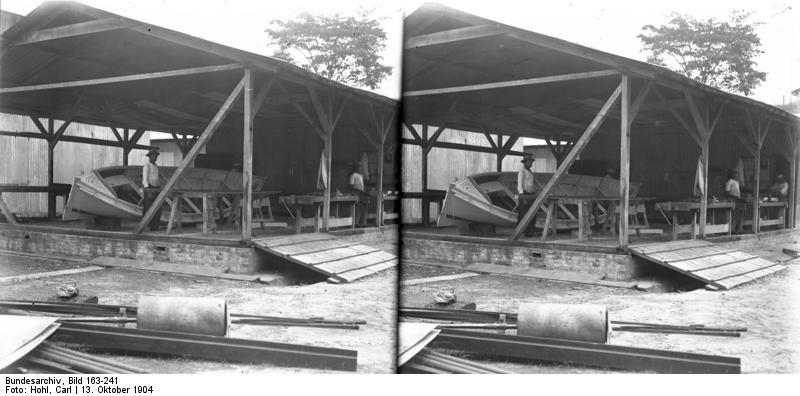
Hangar du port en 2004
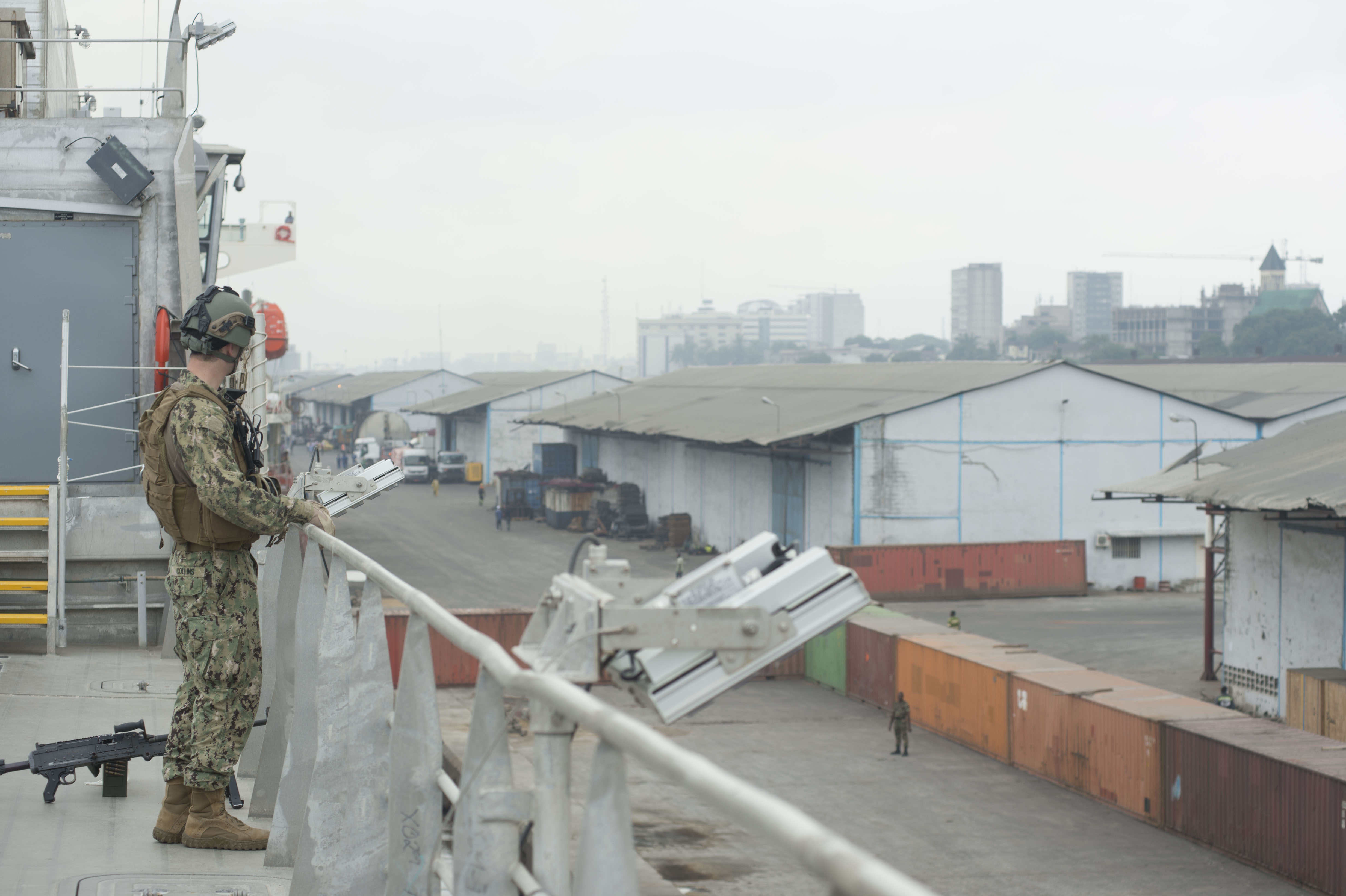
Vue du quai du port de Douala depuis un navire
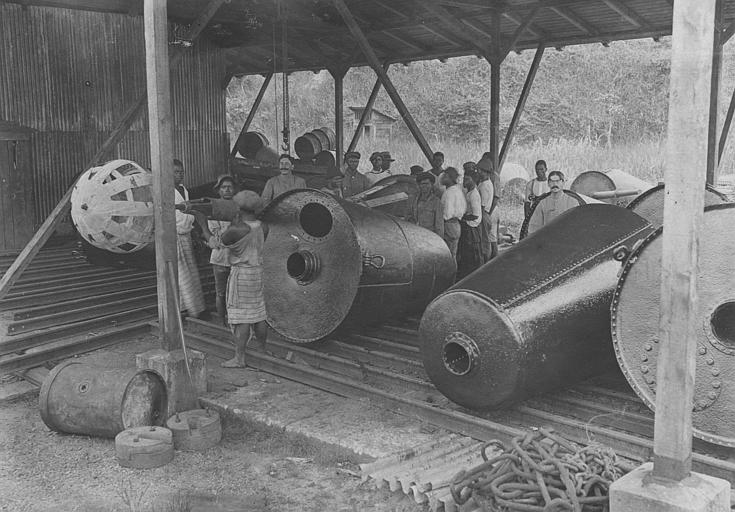
Atelier du port en 1916
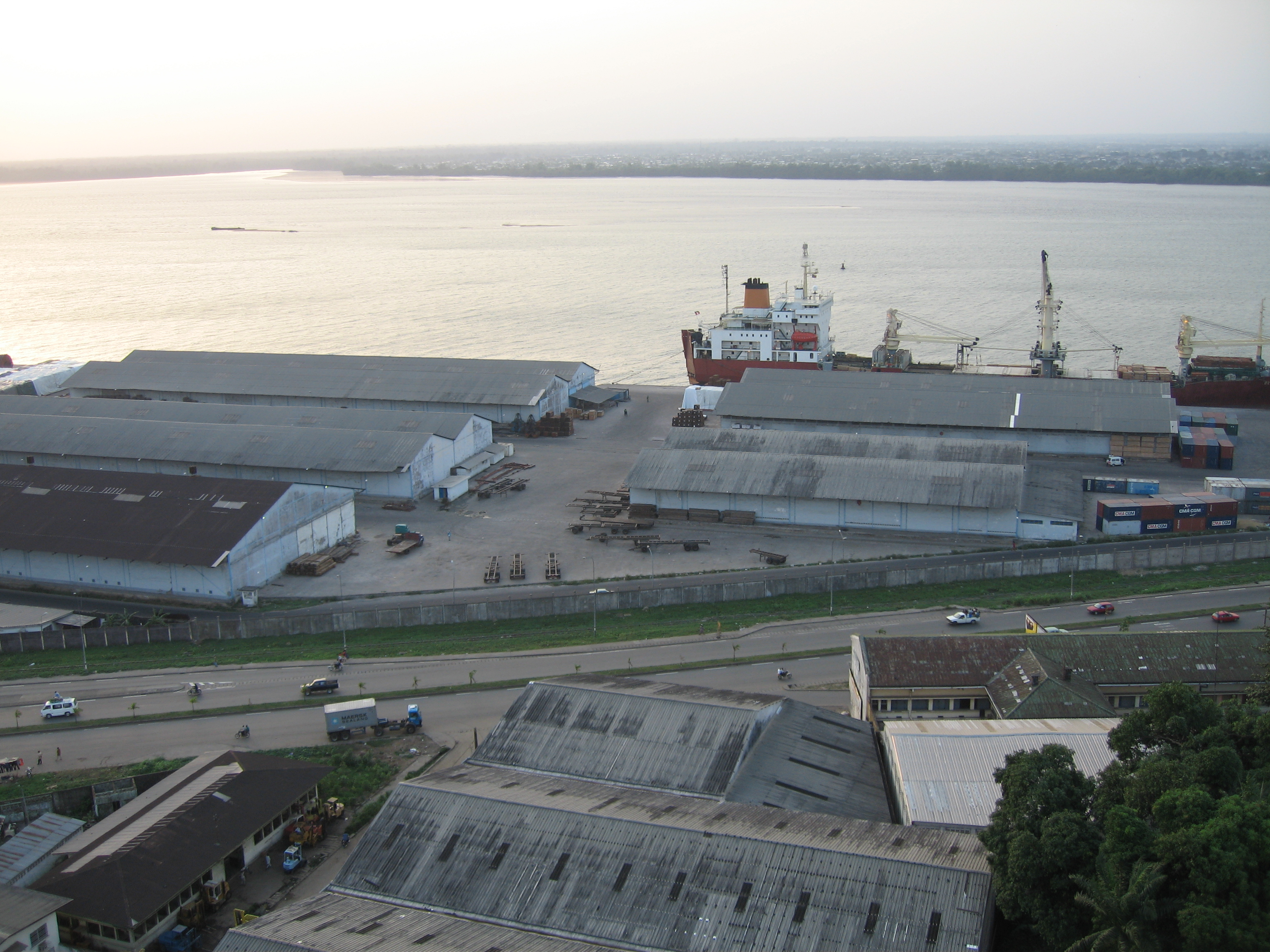
Hangars du port
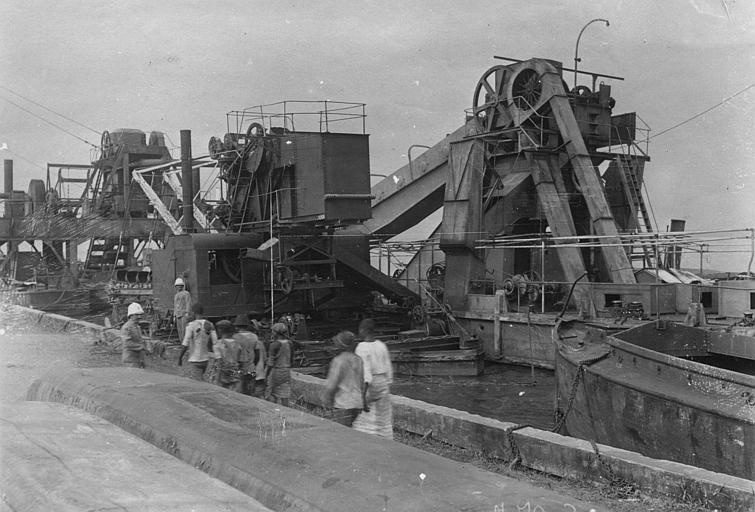
Engin de draguage du port en 1917
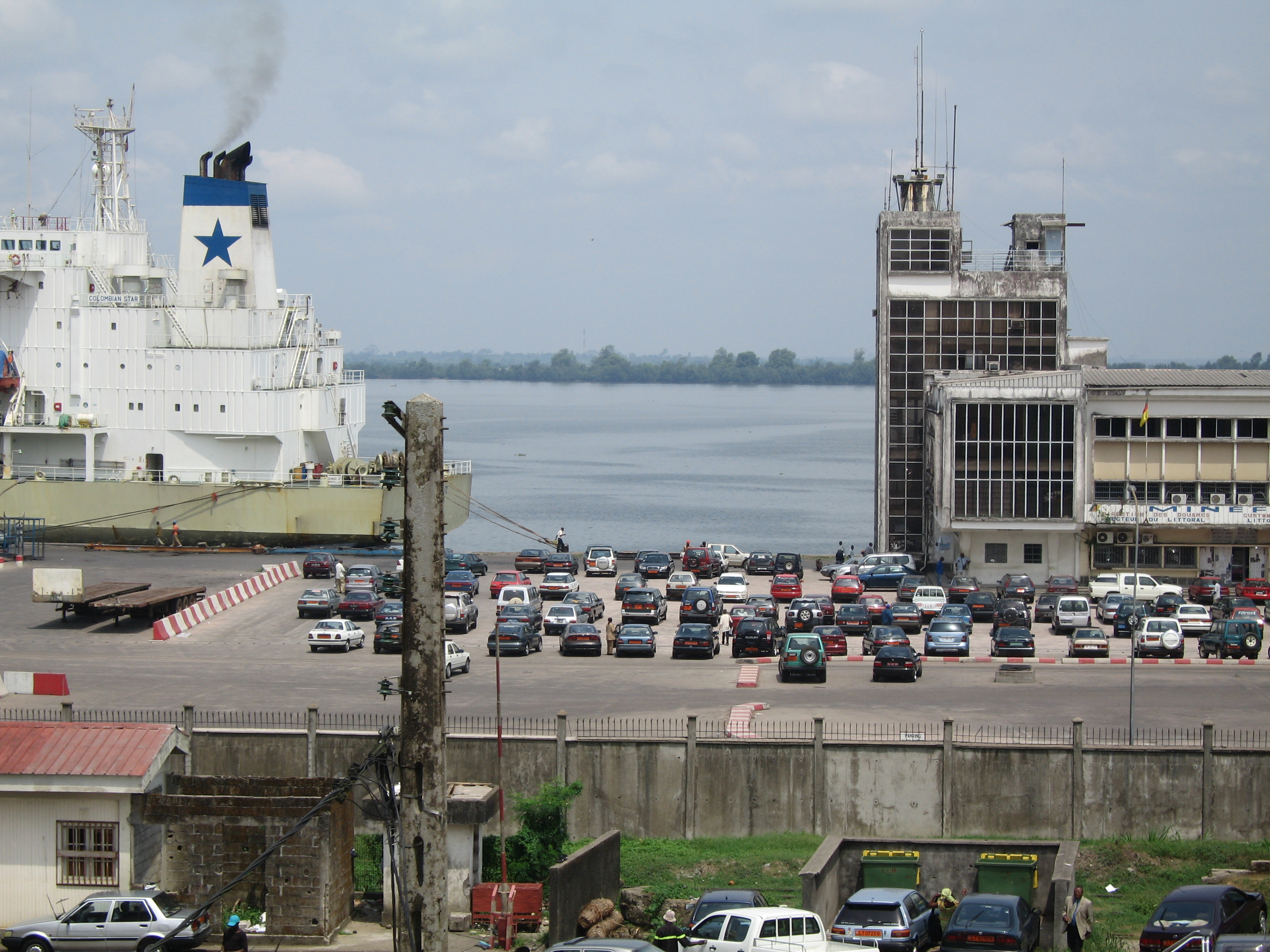
Ancienne direction générale du port de Douala
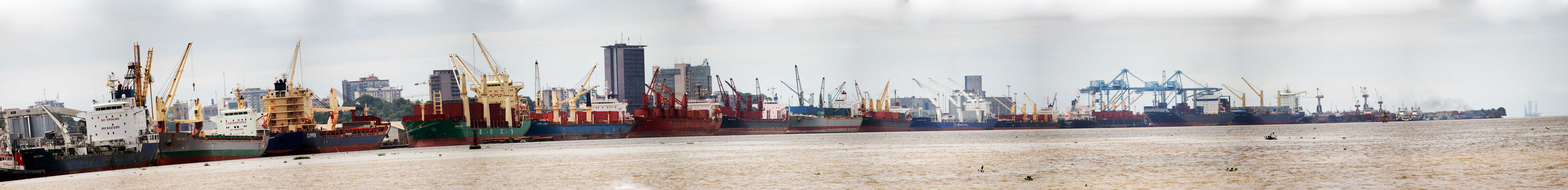
Vue panoramique du port

## Philatélie
En 1968, la République fédérale du Cameroun émet un timbre dédié au Port de Douala.